# Pectín liasa
La pectín liasa (EC 4.2.2.10 CAS 9033-35-6 ) es una enzima liasa que rompe las moléculas de pectina como una endoglucanasa específica de enlaces α(1->4), dando lugar a  monómeros de ácido galacturónico, ramnosa y dextrina varias. Se encuentra en algunas bacterias y hongos, fundamentalmente fitopatógenos, y es de mucha aplicación en la industria del zumo.